# Montagu Square

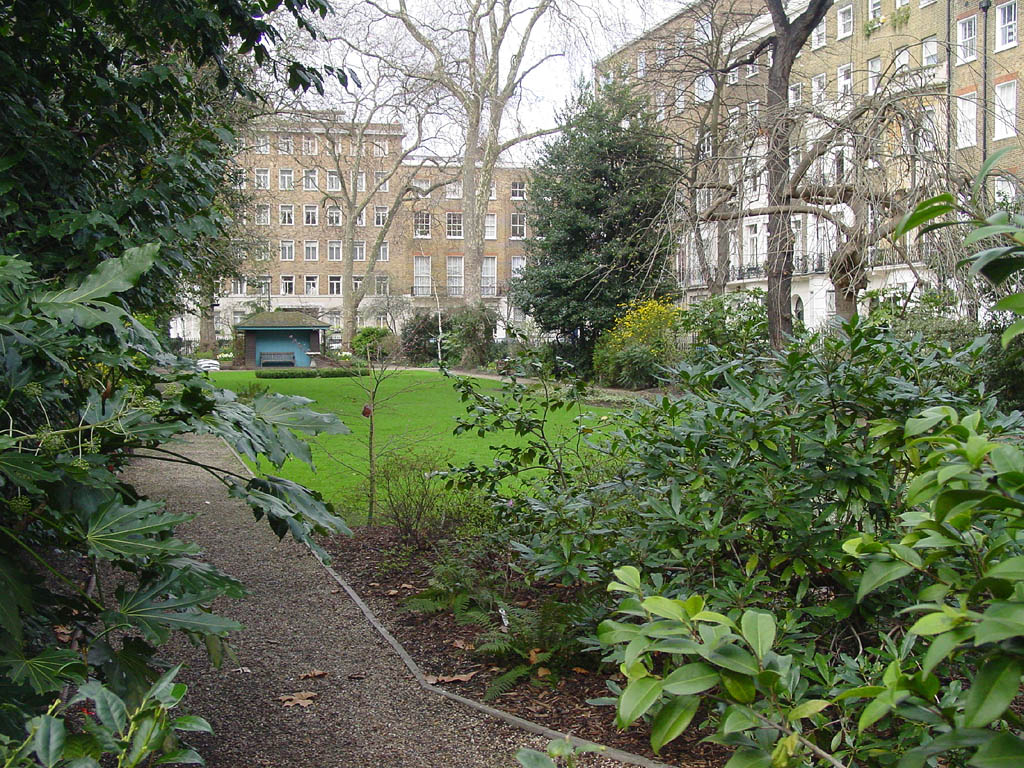
Montagu Square

Montagu Square ist ein Platz im Londoner Stadtteil Marylebone. Er liegt nördlich des Marble Arch und misst etwa 225 m × 40 m.
Der Platz wurde 1810 bis 1815 im Portman Estate zusammen mit dem westlich gelegenen Bryanston Square erbaut. Der Erbauer und erste Besitzer, David Porter, benannte den Platz nach seiner Geliebten Elizabeth Montagu. Der Kunsthistoriker John Summerson beschreibt den Platz als „ein dröges, eintöniges Regiment von Ziegelsteinhäusern“.

## Anwohner
Am Montagu Square wohnten unter anderem der Unternehmer Henry Grissell, die Abenteurerin Hester Stanhope und der Schriftsteller Anthony Trollope (ab 1873 in Nr. 39).
Die Nr. 34 wurde 1965 vom Beatles-Schlagzeuger Ringo Starr erworben und später an Paul McCartney und Jimi Hendrix vermietet. Im Keller des Hauses befand sich das von den Beatles eingerichtete Spoken-Word-Studio. 1968 zogen John Lennon und Yoko Ono ein, die in der Wohnung das in den Medien diskutierte Nacktfoto Two Virgins, das Coverfoto für ihr Album Unfinished Music No.1: Two Virgins, schossen. Weiterhin arbeitete Lennon dort am Beatles-Doppelalbum The Beatles.